# Киёкава, Масадзи
Масадзи Киёкава (яп. 清川 正二 Киёкава Масадзи, 11 февраля 1913 - 13 апреля 1999) — японский пловец, олимпийский чемпион.
Масадзи Киёкава родился в 1913 году в Тоёхаси префектуры Айти, закончил Токийский торговый университет.
В 1932 году на Олимпийских играх в Лос-Анджелесе Масадзи Киёкава завоевал золотую медаль на дистанции 100 м на спине. В 1936 году на Олимпийских играх в Берлине он на этой же дистанции стал обладателем бронзовой медали.
В 1948 году Масадзи Киёкава стал директором Японской федерации плавания. С 1975 года по 1989 год был членом Международного олимпийского комитета, причём с 1979 года по 1983 год был его вице-председателем. Масадзи Киёкава критиковал японское правительство за то, что оно, поддавшись давлению США, присоединилось в 1980 году к бойкоту Московской олимпиады.
В 1976 году Масадзи Киёкава стал генеральным исполнительным директором торговой компании Канэмацу.
Скончался 13 апреля 1999 года.